# Pseudotomentella rhizopunctata
Pseudotomentella rhizopunctata är en svampart som beskrevs av E.C. Martini & Hentic 2004. Pseudotomentella rhizopunctata ingår i släktet Pseudotomentella och familjen Thelephoraceae.   Inga underarter finns listade i Catalogue of Life.